# Goldfield (Iowa)
Goldfield ist eine Kleinstadt mit dem Status „City“ im Wright County des US-amerikanischen Bundesstaats Iowa.
Im Jahr 2010 hatte Goldfield 635 Einwohner, deren Zahl sich bis 2013 auf 621 verringerte. Das U.S. Census Bureau hat bei der Volkszählung 2020 eine Einwohnerzahl von 634 ermittelt.

## Geographie
Goldfield liegt im mittleren Norden Iowas am linken Ufer des Boone Rivers, der über den Des Moines River zum Einzugsgebiet des Mississippi River gehört. Die Grenze Iowas zu Minnesota verläuft 85 Kilometer nördlich.
Das Stadtgebiet erstreckt sich über eine Fläche von 3,08 Quadratkilometer und ist die größte Ortschaft innerhalb der Liberty Township. Das Stadtgebiet erstreckt sich zu einem kleineren Teil in die südlich benachbarte Eagle Grove Township.
Nachbarorte von Goldfield sind Clarion (15 Kilometer östlich), Eagle Grove (8 Kilometer südlich), Thor (16 Kilometer westsüdwestlich), Humboldt (26 Kilometer westlich) und Renwick (16 Kilometer nordnordwestlich).
Die nächstgelegenen größeren Städte sind die Twin Cities in Minnesota (Minneapolis und Saint Paul) (300 Kilometer nördlich), Rochester in Minnesota (247 Kilometer nordöstlich), Wisconsins Hauptstadt Madison (430 Kilometer östlich), Dubuque am Schnittpunkt der Bundesstaaten Iowa, Wisconsin und Illinois (292 Kilometer in der gleichen Richtung), Waterloo (166 Kilometer ostsüdöstlich), Cedar Rapids (249 Kilometer in der gleichen Richtung), Iowas Hauptstadt Des Moines (159 Kilometer südsüdöstlich), Nebraskas größte Stadt Omaha (320 km südwestlich), Sioux City (223 km westsüdwestlich) und South Dakotas größte Stadt Sioux Falls (312 Kilometer westnordwestlich).

## Verkehr
Im Stadtgebiet von Goldfield treffen die Iowa State Highways 3 und 17 zusammen. Alle weiteren Straßen sind untergeordnete Landstraßen, teils unbefestigte Fahrwege sowie innerörtliche Verbindungsstraßen.
In Goldfield treffen mehrere Eisenbahnstrecken der Union Pacific Railroad (UP) zusammen.
Mit dem Eagle Grove Municipal Airport befindet sich 2,8 km südlich ein kleiner Flugplatz. Der nächste Verkehrsflughafen ist der 169 Kilometer südsüdöstlich gelegene Des Moines International Airport.

## Bevölkerung
Nach der Volkszählung im Jahr 2010 lebten in Goldfield 635 Menschen in 290 Haushalten. Die Bevölkerungsdichte betrug 206,2 Einwohner pro Quadratkilometer. In den 290 Haushalten lebten statistisch je 2,19 Personen.
Ethnisch betrachtet setzte sich die Bevölkerung zusammen aus 95,4 Prozent Weißen, 0,3 Prozent Afroamerikanern, 0,5 Prozent amerikanischen Ureinwohnern sowie 0,9 Prozent aus anderen ethnischen Gruppen; 2,8 Prozent stammten von zwei oder mehr Ethnien ab. Unabhängig von der ethnischen Zugehörigkeit waren 3,0 Prozent der Bevölkerung spanischer oder lateinamerikanischer Abstammung.
19,2 Prozent der Bevölkerung waren unter 18 Jahre alt, 59,7 Prozent waren zwischen 18 und 64 und 21,1 Prozent waren 65 Jahre oder älter. 49,3 Prozent der Bevölkerung waren weiblich.
Das mittlere jährliche Einkommen eines Haushalts lag bei 36.806 US-Dollar. Das Pro-Kopf-Einkommen betrug 21.143 Dollar. 8,8 Prozent der Einwohner lebten unterhalb der Armutsgrenze.